# Express 5
Die Express 5 ist eine als Katamaran konzipierte Fähre der dänischen Reederei Molslinjen.

## Geschichte
Die im Oktober 2019 bestellte Fähre wurde unter der Baunummer 423 auf der Werft Austal Philippines gebaut. Der Bau begann mit dem ersten Stahlschnitt am 8. Juli 2020. Die Kiellegung fand am 6. Oktober 2020, der Stapellauf am 24. September 2022 statt. Die Fertigstellung erfolgte am 21. März 2023. Die Fähre wurde von Austal Australia entworfen. Der Entwurf basiert auf der ebenfalls für die Reederei Molslinjen gebauten Fähre Express 4. Die Baukosten einschließlich der Entwicklungskosten beliefen sich auf 83,65 Mio. Euro.
Die Fähre wurde im April 2023 in Dienst gestellt. Sie verkehrt auf der von Molslinjen unter dem Namen Bornholmslinjen betriebenen Fährverbindung zwischen Ystad in Schweden und Rønne auf Bornholm.

## Technische Daten und Ausstattung
Die Fähre wird von vier Viertakt-Sechzehnzylinder-Dual-Fuel-Motoren des Typs Wärtsilä W16V31 mit jeweils 9750 kW Leistung angetrieben, die mit Flüssigerdgas betrieben werden können. Die Motoren wirken über Untersetzungsgetriebe auf vier Wasserstrahlantriebe. Die Fähre ist mit zwei ausfahrbaren Bugstrahlrudern ausgestattet. Für die Stromerzeugung stehen vier von Scania-Dieselmotoren des Typs DI16M angetriebene Generatoren zur Verfügung.
Die Fähre verfügt über vier Decks, die auf die beiden Rümpfe aufgesetzt sind. Die unteren beiden Decks sind Fahrzeugdecks. Die nutzbare Durchfahrtshöhe auf dem unteren Fahrzeugdeck beträgt 4,5 m und auf dem oberen Fahrzeugdeck 2,2 m. Die beiden nach hinten offenen Fahrzeugdecks, die im Bugbereich über eine Rampe miteinander verbunden sind, können über am Heck landseitig anlegbare Rampen be- und entladen werden. Oberhalb der Fahrzeugdecks befinden sich zwei Decks mit den Einrichtungen für die Passagiere und dem Steuerhaus. Den Passagieren stehen mehrere Aufenthaltsbereiche mit Sitzgelegenheiten sowie ein Selbstbedienungsrestaurant, eine Kaffeebar, ein Shop und ein Kinderspielbereich zur Verfügung. Eine Sitzecke ist für Passagiere reserviert, die zur medizinischen Behandlung aufs Festland übersetzen.